# Coati
Taxons concernés
Dans la famille des Procyonidae,
espèces des genres
- Nasua
- Nasuellamodifier

Coati est un nom vernaculaire ambigu désignant en français certains petits mammifères de la famille des Procyonidae. Ils sont donc proches notamment des ratons laveurs. Ce nom désigne plusieurs espèces qui vivent toutes en Amérique du Sud, en Amérique centrale, et au Mexique. Les coatis sont traditionnellement répartis en deux genres : Nasua et Nasuella, mais cette distinction est fortement remise en question par les études entreprises vers la fin du XXe siècle par la phylogénie moléculaire.

## Noms français et noms scientifiques correspondants
Liste alphabétique des noms vulgaires ou des noms vernaculaires attestés  en français[réf. nécessaire].
Note : certaines espèces ont plusieurs noms
- Coati - espèce du genre Nasua[2] et plus spécifiquement Nasua nasua[3]
- Coati brun - voir Coati à nez blanc[4],[5],[6]
- Coati commun - voir Coati roux[7]
- Coati à queue annelée - voir Coati roux[8],[4]
- Coati à nez blanc - Nasua narica[4]
- Coati de l'île Cozumel ou Coati de l'île de Cozumel - la sous-espèce Nasua nasua solitaria[4] ou Nasua narica nelsoni (synonyme de Nasua nelsoni)
- Coati des montagnes ou Coati de montagne - Nasuella olivacea[4],[6],[9]
- Coati roux - Nasua nasua[8],[5],[6]
- Coati sud-américain - voir Coati roux[8]

## Biologie, comportement et écologie
Les caractéristiques générales des coatis sont celles des Procyonidae, avec des différences pour chaque espèce : voir les articles détaillés pour plus d'informations, notamment sur leur constitution physique ou leur mode de vie respectif.
Le coati peut se révéler un féroce combattant, comme l'a rapporté le peintre François-Auguste Biard dans son récit intitulé Deux années au Brésil publié en 1862 : « Une troupe de chiens qui nous avaient suivis, chassaient en amateurs. Il vint un instant où ils firent tant de bruit, que nous jugeâmes qu'ils avaient trouvé à qui parler. Effectivement, c'était un coati, qui, avant d'être tué, avait ouvert le ventre à deux de ses agresseurs ».

Exemples de coatis
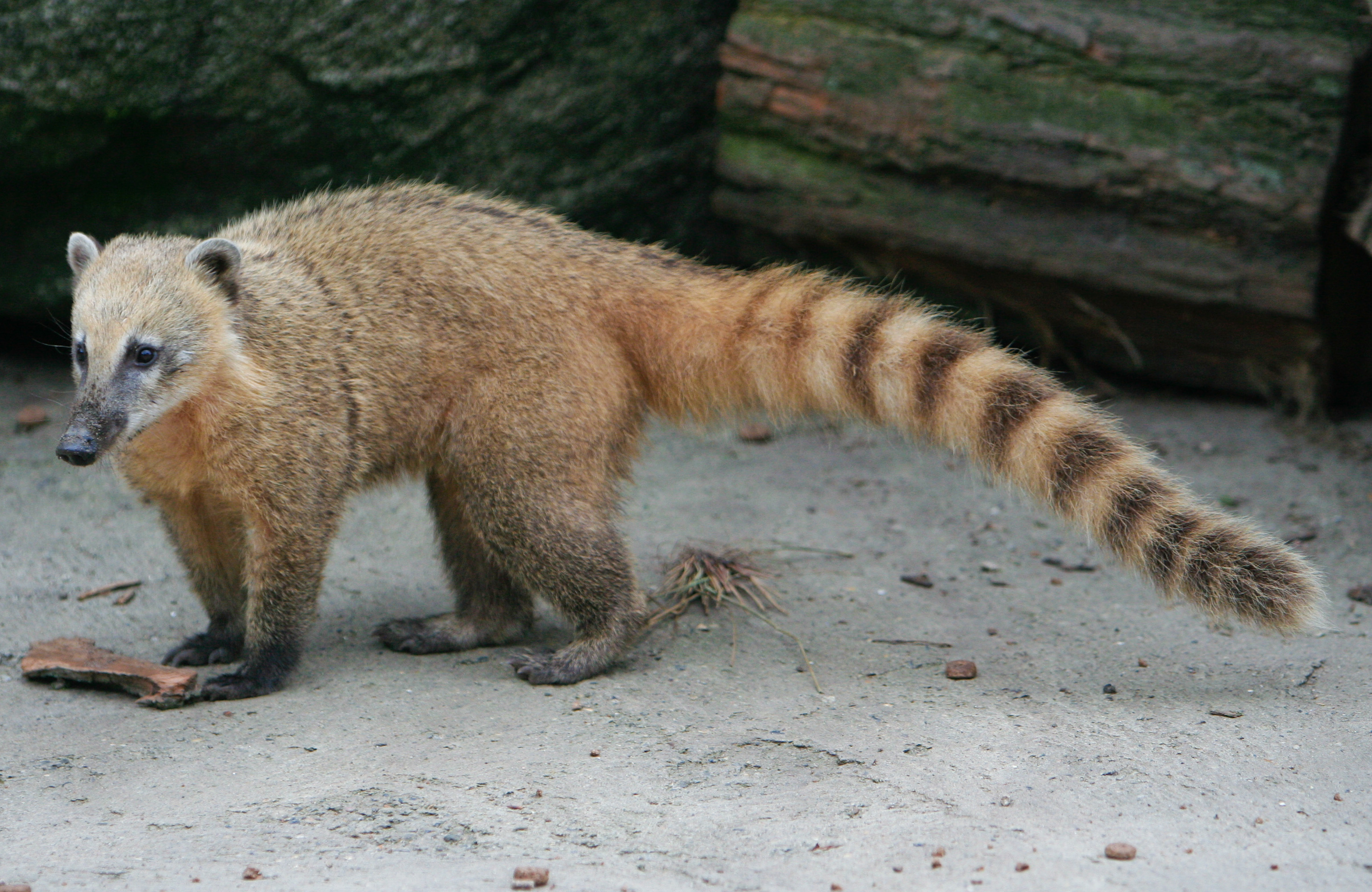
Coati roux (Nasua nasua).
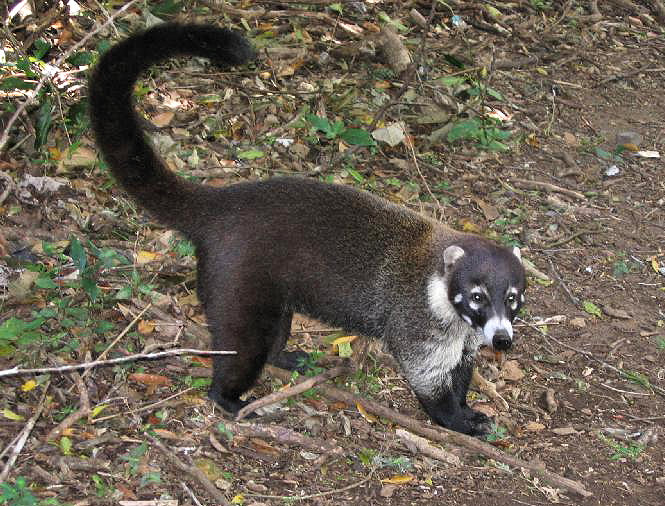
Coati à nez blanc (Nasua narica).
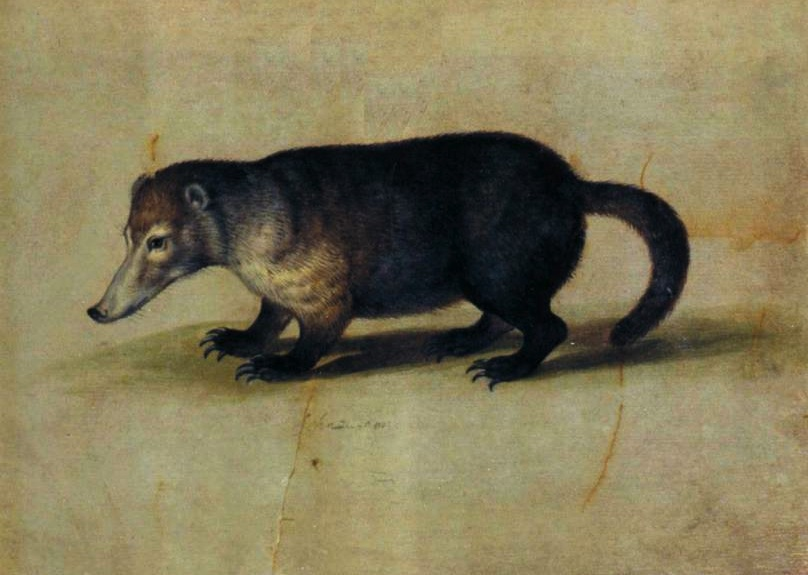
Coati de montagne (Nasuella olivacea).

## Reproduction
Le mâle rejoint seul les groupes de femelles pendant la période de reproduction, afin de s’accoupler avec toutes celles qui sont disposées à le faire. La gestation de la femelle dure environ 75 jours. Le nombre de petits par portée varie entre un et six coatis. Ces bébés naissent dans un nid que la femelle a construit dans un arbre. Lorsque les petits arrivent à se déplacer et à grimper, la femelle retourne dans son groupe accompagnée d’eux.

## Classification
La classification traditionnelle des Procyonidae, famille décrite pour la première fois en 1825 par le zoologiste britannique John Edward Gray (1800-1875), est régulièrement remise en question à la faveur des études entreprises vers la fin du XXe siècle par la phylogénie moléculaire,.
Traditionnellement, les coatis sont répartis en deux genres distincts.
Selon Catalogue of Life (30 mars 2015), ITIS (30 mars 2015) et Mammal Species of the World (version 3, 2005)  (30 mars 2015) :
- genre Nasua Storr, 1780
  - espèce Nasua narica (Linnaeus, 1766) — Coati à nez blanc
  - espèce Nasua nasua (Linnaeus, 1766) — Coati roux
- genre Nasuella Hollister, 1915
  - espèce Nasuella olivacea (Gray, 1865) — Coati des montagnes

## Les coatis dans la culture

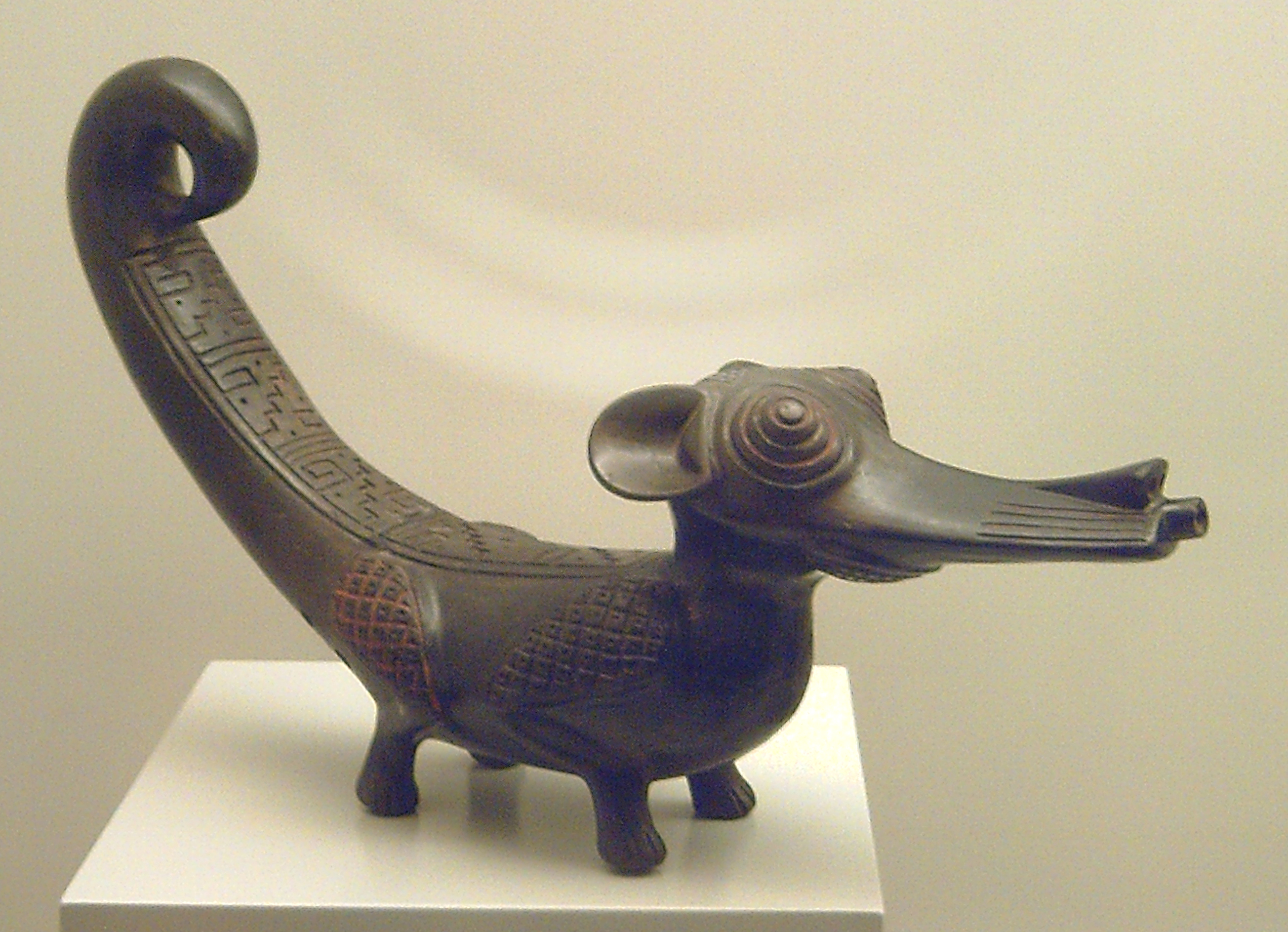
Récipient en céramique Chimú–Inca représentant probablement un coati.
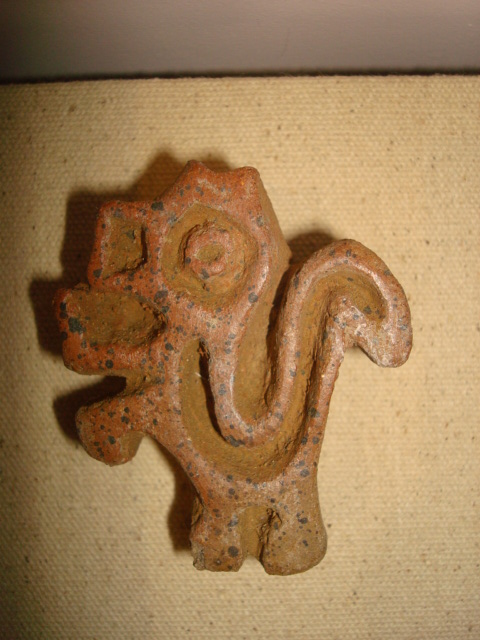
Coati en céramique précolombienne du Costa Rica.
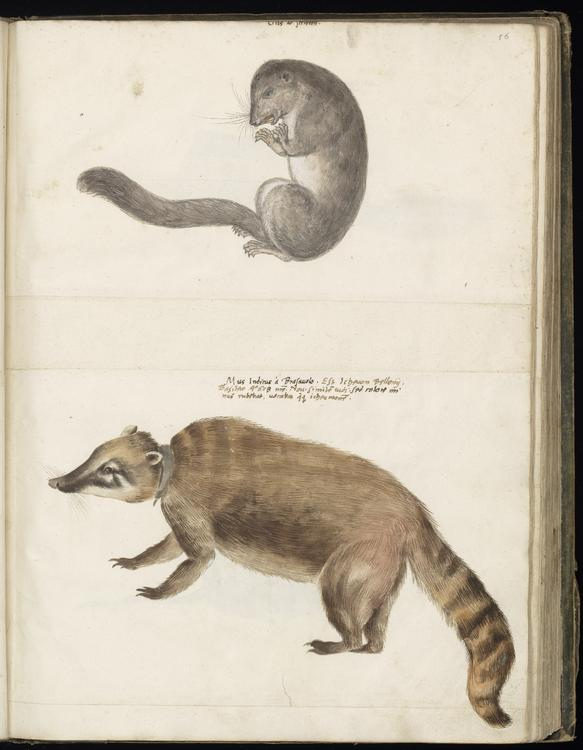
Planche zoologique entre 1546 et 1558.
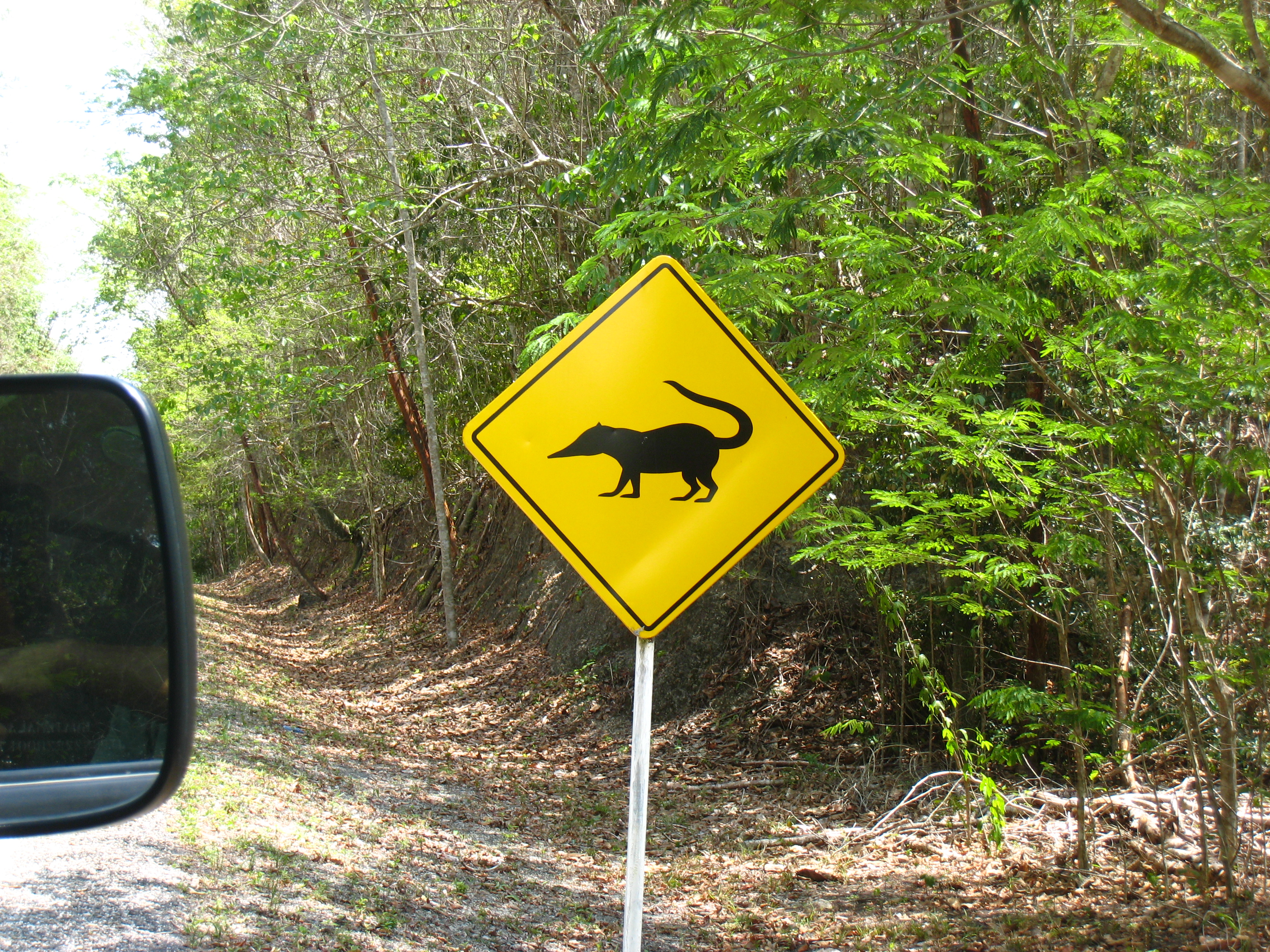
Panneau de signalisation routière signalant un passage de coatis au Guatemala .

### Au cinéma
- Dans le film Sur la piste du Marsupilami d'Alain Chabat (2012), Pablito Camaron (Jamel Debbouze) « négocie » avec un coati la clé lui permettant de sortir de prison...
- Dans Better Call Saul (saison 4, épisode 6), Gustavo Fring (Giancarlo Esposito) mentionne le caractère combatif du coati à Hector Salamanca.
- Le film d'animation Koati (2021) a pour personnage principal un coati orphelin et solitaire nommé Nachi.

### Dans la littérature
- Pedro le Coati est un personnage de bande dessinée créé par Gaudelette et Manu Larcenet